# بيتر إيفرسون
بيتر إيفرسون (بالإنجليزية: Peter Everson)‏ هو عسكري بريطاني، ولد في 1957.